# Huang Binhong

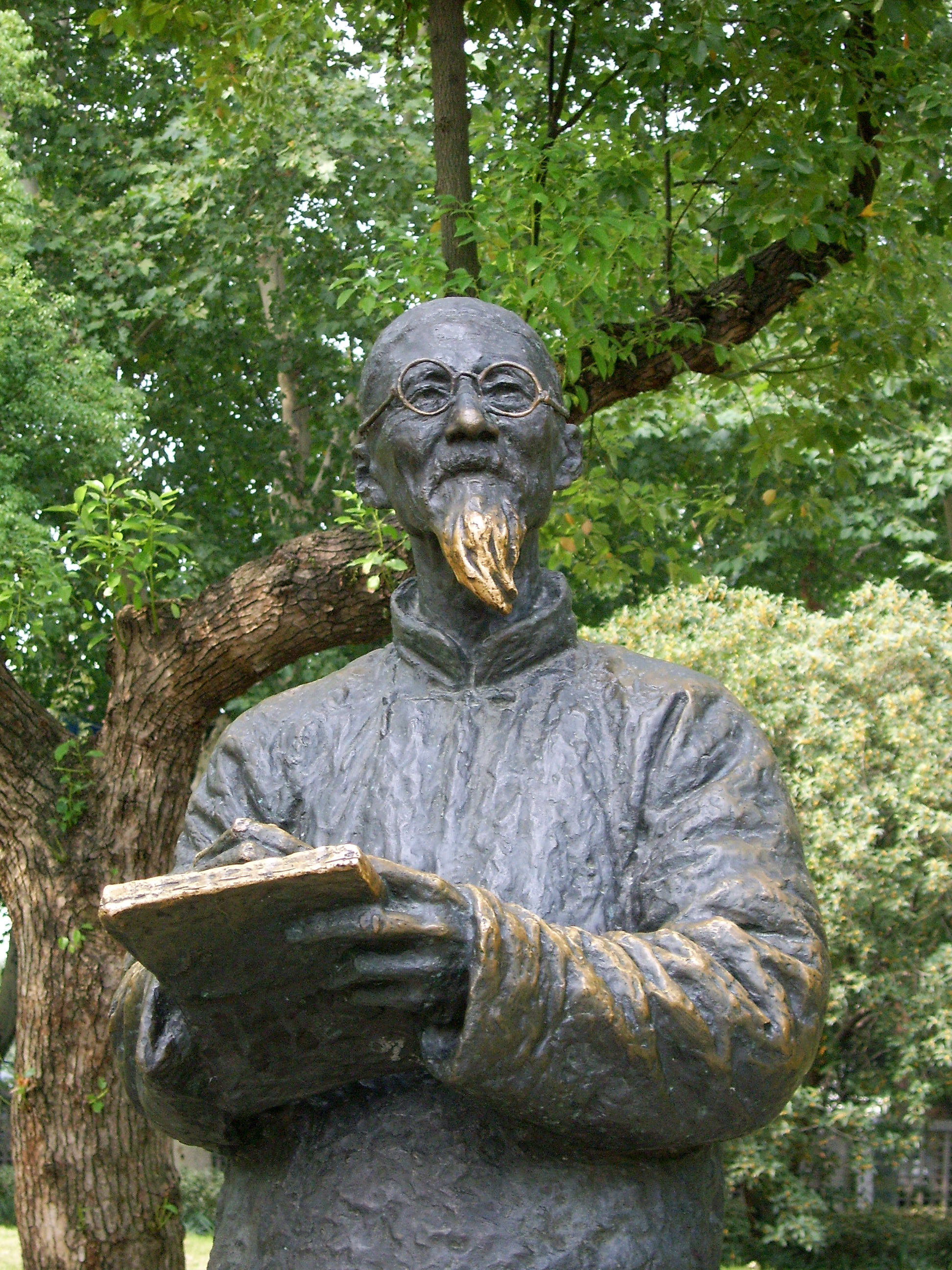
Standbeeld van Huang Binhong langs het Westelijke Meer in Hangzhou

Huang Binhong (vereenvoudigd Chinees: 黄宾虹; traditioneel Chinees: 黃賓虹; 1865–1955) was een Chinees kunstschilder, kalligraaf en kunsttheoreticus uit Jinhua, in de provincie Zhejiang. Hij was een van de laatste innovators die aan het begin van de 20e eeuw nieuwe ideeën introduceerden in de traditionele literati-schilderkunst.

## Biografie

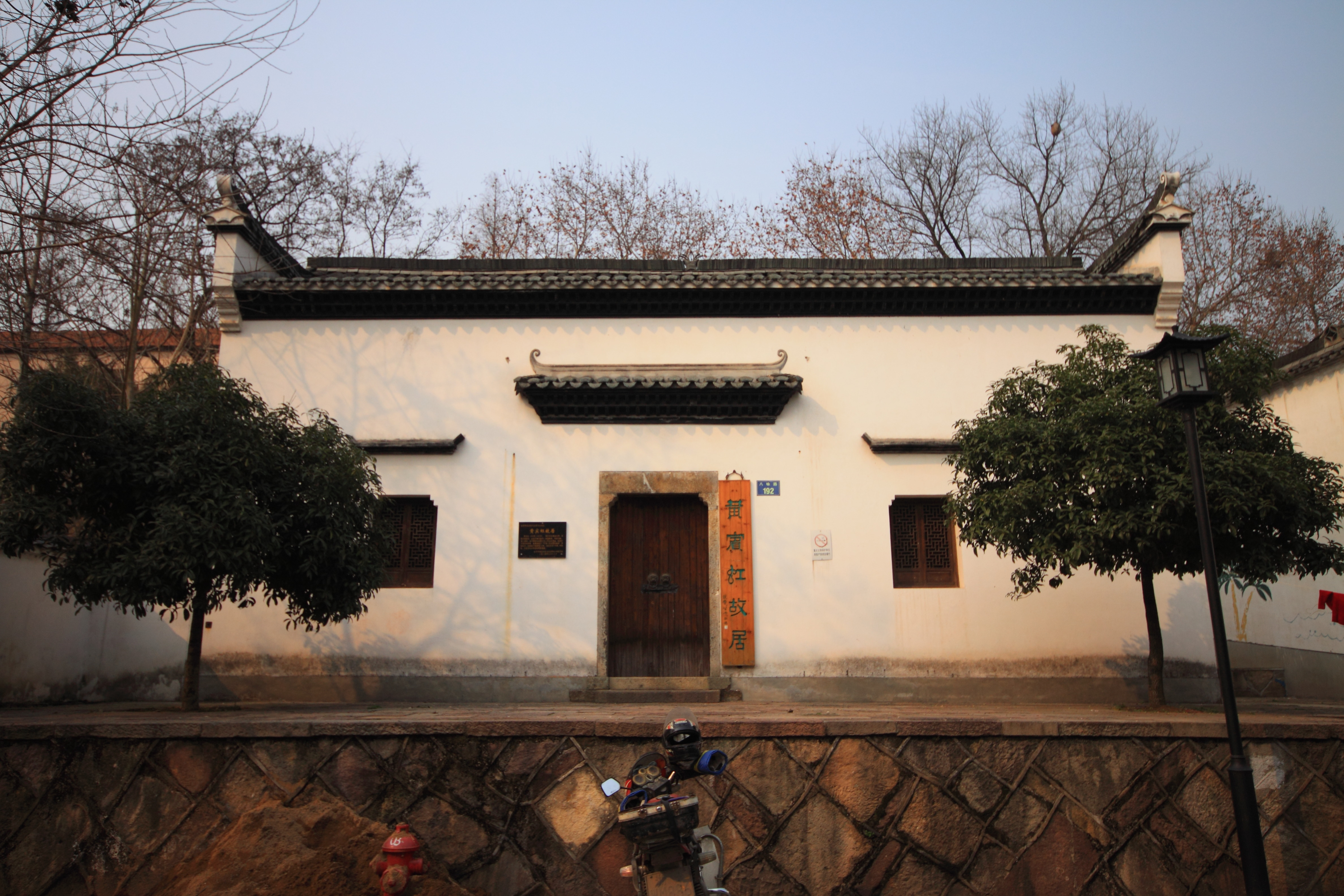
Huangs geboortehuis in Jinhua

Huang Binhong was de zoon van een handelaar met een grote belangstelling voor Chinese schilderkunst. Toen zijn bedrijf in 1888 failliet ging, verhuisde het gezin van Jinhua naar het gebied van hun voorouders, gelegen in het arrondissement She in de provincie Anhui. In de daaropvolgende jaren ontwikkelde Huang een voorliefde voor de literatuur en schilderkunst van deze provincie en werkte hij in de stijl van de 17e-eeuwse Anhui-school. Ook legde hij een verzameling antieke zegels aan en bestudeerde hun inscripties.
Huang was actief betrokken bij revolutionaire activiteiten tegen de Qing-dynastie van de Mantsjoes. In 1907 moest hij hiervoor naar Shanghai vluchten. Hier werkte hij tot de jaren '20 als docent en als uitgever en redacteur van kunstboeken en -tijdschriften. In 1937 verhuisde hij naar Peking, waar hij in dienst van de overheid als kunstcriticus werkte. In 1945 hield Huang zijn eerste solo-expositie in Shanghai, met een compilatie van zijn gehele oeuvre.

## Werk
Huang Binhong schilderde voornamelijk shan shui-landschappen in de ongedwongen literati-stijl van vroege meesters als Dong Qichang (1555–1636), Li Liufang (1575–1629), Cheng Sui (1605–1691), Cheng Zhengkui (1604–1670) en Kun Can (1612–1673). Hij was een van de eersten die wees op het belang van de Anhui-school. Huang ontleende zijn stijl niet alleen aan de oude tradities, maar ook aan de studie van de natuur.
In de jaren '30 en '40 promootte Huang in zijn publicaties het idee om "de toekomst te beginnen door het verleden te bestuderen". Hij moedigde kunstenaars ertoe aan om de werken van de Tang- en Song-meesters te bestuderen. Huang publiceerde in 1934 zijn "Huafa yaozhi" ('Principes van de schilderkunst'). Hierin beschreef hij zijn vijf manieren om de penseel te gebruiken en zeven technieken voor gewassen inkt.
Ondanks zijn hang naar de oude tradities vertonen veel van Huangs werken westerse invloeden. Met name zijn experimentele lichteffecten en penseelvoering lijken beïnvloed door het impressionisme en modernisme. In Huangs laatste jaren ging zijn gezichtsvermogen achteruit. De werken uit deze periode zijn het meest abstract, maar stralen nog steeds de resonantie van het natuurlijke landschap uit.

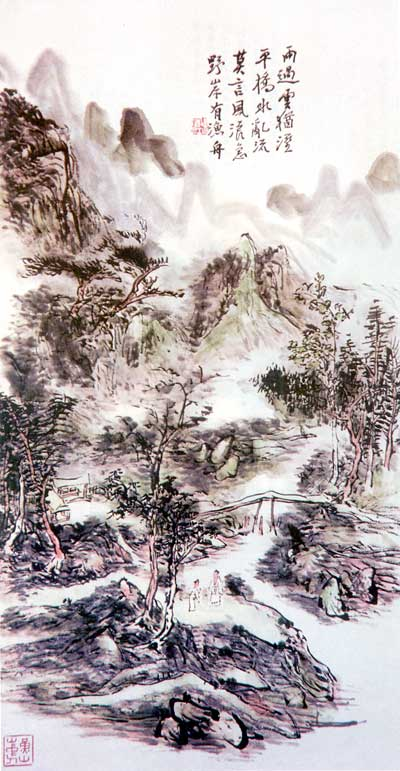
Regen
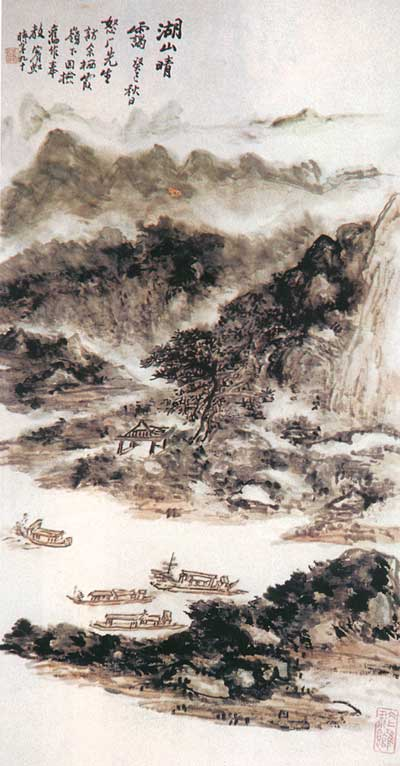
Zonnige heuvels
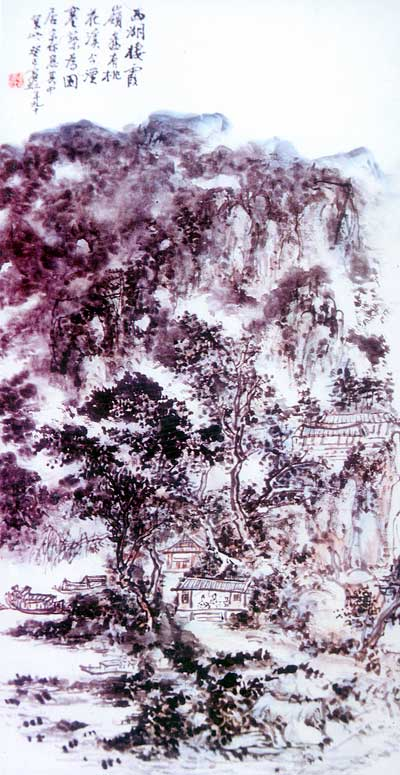
Het Qixiameer
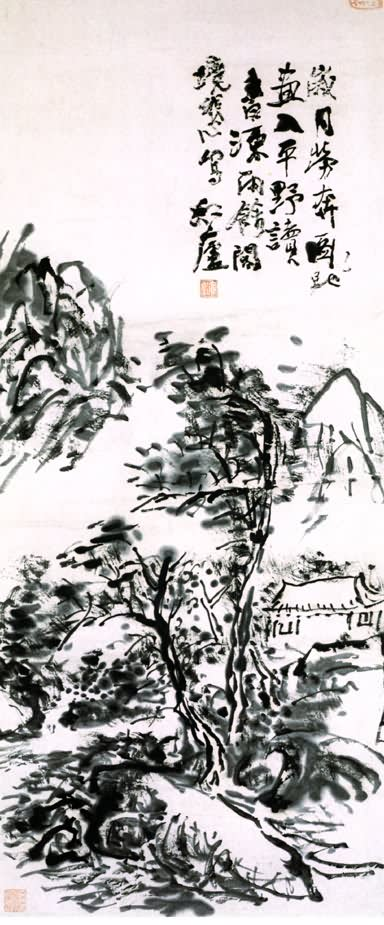
Jaren van arbeid

- Biblioteca Nacional de España: XX5060640
- Bibliothèque nationale de France: cb150096925 (data)
- CiNii: DA04907523
- Gemeinsame Normdatei: 118987747
- International Standard Name Identifier: 0000 0001 1659 1413
- Library of Congress Control Number: n81003220
- Nationale Bibliotheek van Tsjechië: jo20231192814
- Nationale bibliotheek van Australië: 36603092
- Nationale Bibliotheek van Israël: 987007344682005171
- Nationale en Universitaire bibliotheek Zagreb: 000505268
- Nederlandse Thesaurus van Auteursnamen: 163599653
- Réseau des bibliothèques de Suisse occidentale: 02-A012960029
- LIBRIS: 308103
- Système universitaire de documentation: 079831524
- Trove: 1320149
- Union List of Artist Names: 500319750
- Virtual International Authority File: 64283826
- WorldCat: E39PBJyRrKwcVtC6kBpWXvRkDq